# Lettország a 2008. évi nyári olimpiai játékokon
Lettország a kínai Pekingben megrendezett 2008. évi nyári olimpiai játékok egyik részt vevő nemzete volt. Az országot az olimpián 11 sportágban 50 sportoló képviselte, akik összesen 3 érmet szereztek.

## Érmesek
| Érem  | Versenyző          | Sportág      | Versenyszám         |
| ----- | ------------------ | ------------ | ------------------- |
| Arany | Māris Štrombergs   | Kerékpározás | Férfi BMX           |
| Ezüst | Ainārs Kovals      | Atlétika     | Férfi gerelyhajítás |
| Bronz | Viktors Ščerbatihs | Súlyemelés   | Férfi +105 kg       |

## Atlétika
Férfi
| Versenyző            | Versenyszám     | Előfutam | Előfutam | Előfutam | Negyeddöntő | Negyeddöntő | Negyeddöntő | Elődöntő | Elődöntő | Elődöntő | Döntő   | Döntő    |
| Versenyző            | Versenyszám     | Idő      | Hely.    | Össz.    | Idő         | Hely.       | Össz.       | Idő      | Hely.    | Össz.    | Idő     | Helyezés |
| -------------------- | --------------- | -------- | -------- | -------- | ----------- | ----------- | ----------- | -------- | -------- | -------- | ------- | -------- |
| Ronalds Arājs        | 200 m           | 21,22    | 5.       | 48.      | kiesett     | kiesett     | kiesett     | kiesett  | kiesett  | kiesett  | kiesett | kiesett  |
| Dmitrijs Miļkēvičs   | 800 m           | 1:47,12  | 4.       | 26.      |             |             |             | kiesett  | kiesett  | kiesett  | kiesett | kiesett  |
| Valērijs Žolnerovičs | 3000 m akadály  | 8:37,65  | 10.      | 32.      |             |             |             |          |          |          | kiesett | kiesett  |
| Igors Kazakēvičs     | 50 km gyaloglás |          |          |          |             |             |             |          |          |          | 3:52:38 | 16.      |
| Ingus Janevics       | 50 km gyaloglás |          |          |          |             |             |             |          |          |          | 4:12:45 | 42.      |

| Versenyző          | Versenyszám   | Selejtező | Selejtező | Döntő    | Döntő    |
| Versenyző          | Versenyszám   | Eredmény  | Helyezés  | Eredmény | Helyezés |
| ------------------ | ------------- | --------- | --------- | -------- | -------- |
| Māris Urtāns       | Súlylökés     | 19,57 m   | 25.       | kiesett  | kiesett  |
| Igors Sokolovs     | Kalapácsvetés | 73,72 m   | 19.       | kiesett  | kiesett  |
| Ainārs Kovals      | Gerelyhajítás | 80,15 m   | 7.        | 86,64 m  |          |
| Ēriks Rags         | Gerelyhajítás | 79,33 m   | 13.       | kiesett  | kiesett  |
| Vadims Vasiļevskis | Gerelyhajítás | 83,51 m   | 1.        | 81,32 m  | 9.       |

| Versenyző       | Versenyszám | 100 m | 100 m | Távolugrás | Távolugrás | Súlylökés | Súlylökés | Magasugrás | Magasugrás | 400 m | 400 m | 110 m gát | 110 m gát | Diszkoszvetés | Diszkoszvetés | Rúdugrás         | Rúdugrás         | Gerelyhajítás    | Gerelyhajítás    | 1500 m           | 1500 m           | Végeredmény   | Végeredmény   |
| Versenyző       | Versenyszám | Idő   | Pont  | Eredmény   | Pont       | Eredmény  | Pont      | Eredmény   | Pont       | Idő   | Pont  | Idő       | Pont      | Eredmény      | Pont          | Eredmény         | Pont             | Eredmény         | Pont             | Idő              | Pont             | Pont          | Helyezés      |
| --------------- | ----------- | ----- | ----- | ---------- | ---------- | --------- | --------- | ---------- | ---------- | ----- | ----- | --------- | --------- | ------------- | ------------- | ---------------- | ---------------- | ---------------- | ---------------- | ---------------- | ---------------- | ------------- | ------------- |
| Jānis Karlivāns | Tízpróba    | 11,36 | 782   | 726 cm     | 876        | 14,85 m   | 780       | 184 cm     | 661        | 51,61 | 742   | 15,28     | 816       | 44,54 m       | 757           | nem állt rajthoz | nem állt rajthoz | nem állt rajthoz | nem állt rajthoz | nem állt rajthoz | nem állt rajthoz | nem ért célba | nem ért célba |

Női
| Versenyző      | Versenyszám     | Előfutam | Előfutam | Előfutam | Negyeddöntő | Negyeddöntő | Negyeddöntő | Elődöntő | Elődöntő | Elődöntő | Döntő   | Döntő    |
| Versenyző      | Versenyszám     | Idő      | Hely.    | Össz.    | Idő         | Hely.       | Össz.       | Idő      | Hely.    | Össz.    | Idő     | Helyezés |
| -------------- | --------------- | -------- | -------- | -------- | ----------- | ----------- | ----------- | -------- | -------- | -------- | ------- | -------- |
| Ieva Zunda     | 400 m           | 57,43    | 5.       | 21.      | kiesett     | kiesett     | kiesett     | kiesett  | kiesett  | kiesett  | kiesett | kiesett  |
| Inna Poluškina | 3000 m akadály  | 10:18,60 | 14.      | 45.      |             |             |             |          |          |          | kiesett | kiesett  |
| Jolanta Dukure | 20 km gyaloglás |          |          |          |             |             |             |          |          |          | 1:41:03 | 41.      |

| Versenyző     | Versenyszám   | Selejtező | Selejtező | Döntő    | Döntő    |
| Versenyző     | Versenyszám   | Eredmény  | Helyezés  | Eredmény | Helyezés |
| ------------- | ------------- | --------- | --------- | -------- | -------- |
| Sinta Ozoliņa | Gerelyhajítás | 60,13 m   | 12.       | 53,38 m  | 11.      |

| Versenyző     | Versenyszám | 100 m gát | 100 m gát | Magasugrás | Magasugrás | Súlylökés | Súlylökés | 200 m | 200 m | Távolugrás | Távolugrás | Gerelyhajítás | Gerelyhajítás | 800 m   | 800 m | Végeredmény | Végeredmény |
| Versenyző     | Versenyszám | Idő       | Pont      | Eredmény   | Pont       | Eredmény  | Pont      | Idő   | Pont  | Eredmény   | Pont       | Eredmény      | Pont          | Idő     | Pont  | Pont        | Helyezés    |
| ------------- | ----------- | --------- | --------- | ---------- | ---------- | --------- | --------- | ----- | ----- | ---------- | ---------- | ------------- | ------------- | ------- | ----- | ----------- | ----------- |
| Aiga Grabuste | Hétpróba    | 13,78     | 1010      | 177 cm     | 941        | 12,70 m   | 707       | 24,71 | 914   | 636 cm     | 962        | 39,02 m       | 649           | 2:16,87 | 867   | 6050        | 19.         |

Nem indultak
- Staņislavs Olijars
- Ineta Radēviča

## Cselgáncs
Férfi
| Versenyző           | Versenyszám | Selejtező         | 32-es főtábla                           | Nyolcaddöntő      | Negyeddöntő       | Elődöntő          | Vigaszág első kör | Vigaszág negyeddöntő | Vigaszág elődöntő | Bronz- mérkőzés   | Döntő             | Helyezés |
| Versenyző           | Versenyszám | Ellenfél Eredmény | Ellenfél Eredmény                       | Ellenfél Eredmény | Ellenfél Eredmény | Ellenfél Eredmény | Ellenfél Eredmény | Ellenfél Eredmény    | Ellenfél Eredmény | Ellenfél Eredmény | Ellenfél Eredmény | Helyezés |
| ------------------- | ----------- | ----------------- | --------------------------------------- | ----------------- | ----------------- | ----------------- | ----------------- | -------------------- | ----------------- | ----------------- | ----------------- | -------- |
| Vselovods Zeļonijs  | Könnyűsúly  |                   | Krzysztof Wiłkomirski (POL) · 0010-0020 | kiesett           | kiesett           | kiesett           |                   |                      |                   |                   |                   | 21.      |
| Jevgēņijs Borodavko | Középsúly   |                   | Roberto Meloni (ITA) · 0010-0100        | kiesett           | kiesett           | kiesett           |                   |                      |                   |                   |                   | 20.      |

## Kajak-kenu

### Síkvízi
Férfi
| Versenyző                      | Versenyszám         | Előfutam | Előfutam | Előfutam | Elődöntő | Elődöntő | Elődöntő | Döntő    | Döntő    |
| Versenyző                      | Versenyszám         | Idő      | Hely.    | Össz.    | Idő      | Hely.    | Össz.    | Idő      | Helyezés |
| ------------------------------ | ------------------- | -------- | -------- | -------- | -------- | -------- | -------- | -------- | -------- |
| Miķelis Ežmalis                | Kenu egyes 500 m    | 1:54,890 | 6.       | 17.      | 1:56,907 | 6.       | 16.      | kiesett  | kiesett  |
| Miķelis Ežmalis                | Kenu egyes 1000 m   | 4:13,777 | 4.       | 13.      | 4:16,820 | 9.       | 19.      | kiesett  | kiesett  |
| Krists Straume Kristaps Zalupe | Kajak kettes 500 m  | 1:31,020 | 4.       | 9.       | 1:32,649 | 4.       | 10.      | kiesett  | kiesett  |
| Krists Straume Kristaps Zalupe | Kajak kettes 1000 m | 3:23,198 | 4.       | 8.       | 3:23,408 | 1.       | 1.       | 3:19,387 | 7.       |

## Kerékpározás

### BMX
| Versenyző        | Versenyszám | Selejtező | Selejtező | Negyeddöntő | Negyeddöntő | Elődöntő | Elődöntő | Döntő   | Döntő    |
| Versenyző        | Versenyszám | Idő       | Helyezés  | Pont        | Helyezés    | Pont     | Helyezés | Idő     | Helyezés |
| ---------------- | ----------- | --------- | --------- | ----------- | ----------- | -------- | -------- | ------- | -------- |
| Ivo Lakučs       | Férfi       | 36,509    | 16.       | 21          | 8.          | kiesett  | kiesett  | kiesett | kiesett  |
| Artūrs Matisons  | Férfi       | 36,072    | 4.        | 6           | 2.          | 22       | 7.       | kiesett | kiesett  |
| Māris Štrombergs | Férfi       | 35,910    | 2.        | 7           | 1.          | 3        | 1.       | 36,190  |          |

### Országúti kerékpározás
Férfi
| Versenyző           | Versenyszám   | Idő                   | Helyezés      |
| ------------------- | ------------- | --------------------- | ------------- |
| Gatis Smukulis      | Mezőnyverseny | 6:36:48 (+12:59)      | 67.           |
| Raivis Belohvoščiks | Mezőnyverseny | nem ért célba         | nem ért célba |
| Raivis Belohvoščiks | Időfutam      | 1:08:54,96 (+6:43,53) | 35.           |

## Kosárlabda

### Női

#### Eredmények
Csoportkör
A csoport
| Csapat                 | M | Gy | V | P+  | P–  | Pk   |
| ---------------------- | - | -- | - | --- | --- | ---- |
| Ausztrália (AUS)       | 5 | 5  | 0 | 424 | 319 | +105 |
| Oroszország (RUS)      | 5 | 4  | 1 | 339 | 333 | +6   |
| Fehéroroszország (BLR) | 5 | 2  | 3 | 324 | 332 | –8   |
| Dél-Korea (KOR)        | 5 | 2  | 3 | 327 | 360 | –33  |
| Lettország (LAT)       | 5 | 1  | 4 | 334 | 387 | –53  |
| Brazília (BRA)         | 5 | 1  | 4 | 337 | 354 | –17  |

| 2008. augusztus 9. 22:15 | Oroszország (RUS)                      | 62–57     | Lettország (LAT)    | Vukoszung Sportcsarnok, Peking Nézőszám: 11 083 Játékvezetők: Pablo Estevez (ARG) |
| 2008. augusztus 9. 22:15 | (14–7, 15–24, 12–17, 21–9) Jegyzőkönyv |           |                     | Vukoszung Sportcsarnok, Peking Nézőszám: 11 083 Játékvezetők: Pablo Estevez (ARG) |
| 2008. augusztus 9. 22:15 | Scsogoleva, Korsztyin 12               | Pont      | Jansone 24          | Vukoszung Sportcsarnok, Peking Nézőszám: 11 083 Játékvezetők: Pablo Estevez (ARG) |
| 2008. augusztus 9. 22:15 | Scsogoleva 12                          | Lepattanó | Tamane 6, Kubliņa 6 | Vukoszung Sportcsarnok, Peking Nézőszám: 11 083 Játékvezetők: Pablo Estevez (ARG) |
| 2008. augusztus 9. 22:15 | Rahmatulina 5                          | Gólpassz  | Jēkabsone-Žogota 6  | Vukoszung Sportcsarnok, Peking Nézőszám: 11 083 Játékvezetők: Pablo Estevez (ARG) |

| 2008. augusztus 11. 16:45 | Lettország (LAT)                        | 57–79     | Fehéroroszország (BLR) | Vukoszung Sportcsarnok, Peking Nézőszám: 11 083 Játékvezetők: Ilija Belosevic (SRB) |
| 2008. augusztus 11. 16:45 | (20–21, 15–19, 14–20, 8–19) Jegyzőkönyv |           |                        | Vukoszung Sportcsarnok, Peking Nézőszám: 11 083 Játékvezetők: Ilija Belosevic (SRB) |
| 2008. augusztus 11. 16:45 | Baško 19                                | Pont      | Levcsanka 22           | Vukoszung Sportcsarnok, Peking Nézőszám: 11 083 Játékvezetők: Ilija Belosevic (SRB) |
| 2008. augusztus 11. 16:45 | Jansone, Kubliņa, Tamane 6              | Lepattanó | Veramejenka 9          | Vukoszung Sportcsarnok, Peking Nézőszám: 11 083 Játékvezetők: Ilija Belosevic (SRB) |
| 2008. augusztus 11. 16:45 | Eglīte 3                                | Gólpassz  | Marcsanka 5            | Vukoszung Sportcsarnok, Peking Nézőszám: 11 083 Játékvezetők: Ilija Belosevic (SRB) |

| 2008. augusztus 13. 14:30 | Brazília (BRA)                           | 78–79     | Lettország (LAT)    | Vukoszung Sportcsarnok, Peking Nézőszám: 11 083 Játékvezetők: Reynaldo Mercedes (DOM) |
| 2008. augusztus 13. 14:30 | (23–14, 13–17, 23–26, 19–22) Jegyzőkönyv |           |                     | Vukoszung Sportcsarnok, Peking Nézőszám: 11 083 Játékvezetők: Reynaldo Mercedes (DOM) |
| 2008. augusztus 13. 14:30 | Zakrzeski 16                             | Pont      | Jēkabsone-Žogota 25 | Vukoszung Sportcsarnok, Peking Nézőszám: 11 083 Játékvezetők: Reynaldo Mercedes (DOM) |
| 2008. augusztus 13. 14:30 | Santos, Zakrzeski 9                      | Lepattanó | Kubliņa 7           | Vukoszung Sportcsarnok, Peking Nézőszám: 11 083 Játékvezetők: Reynaldo Mercedes (DOM) |
| 2008. augusztus 13. 14:30 | Pinto 4                                  | Gólpassz  | Jēkabsone-Žogota 5  | Vukoszung Sportcsarnok, Peking Nézőszám: 11 083 Játékvezetők: Reynaldo Mercedes (DOM) |

| 2008. augusztus 15. 11:15 | Lettország (LAT)                         | 73–96     | Ausztrália (AUS)   | Vukoszung Sportcsarnok, Peking Nézőszám: 11 083 Játékvezetők: Pablo Estevez (ARG) |
| 2008. augusztus 15. 11:15 | (18–19, 20–22, 18–35, 17–20) Jegyzőkönyv |           |                    | Vukoszung Sportcsarnok, Peking Nézőszám: 11 083 Játékvezetők: Pablo Estevez (ARG) |
| 2008. augusztus 15. 11:15 | Tāre 14                                  | Pont      | Jackson 30         | Vukoszung Sportcsarnok, Peking Nézőszám: 11 083 Játékvezetők: Pablo Estevez (ARG) |
| 2008. augusztus 15. 11:15 | Brumermane, Jansone 5                    | Lepattanó | Taylor 11          | Vukoszung Sportcsarnok, Peking Nézőszám: 11 083 Játékvezetők: Pablo Estevez (ARG) |
| 2008. augusztus 15. 11:15 | Tāre 4                                   | Gólpassz  | Harrower, Taylor 4 | Vukoszung Sportcsarnok, Peking Nézőszám: 11 083 Játékvezetők: Pablo Estevez (ARG) |

| 2008. augusztus 17. 14:30 | Lettország (LAT)                        | 68–72     | Dél-Korea (KOR) | Vukoszung Sportcsarnok, Peking Nézőszám: 11 083 Játékvezetők: Jose Carreon (PUR) |
| 2008. augusztus 17. 14:30 | (22–20, 13–22, 9–18, 24–12) Jegyzőkönyv |           |                 | Vukoszung Sportcsarnok, Peking Nézőszám: 11 083 Játékvezetők: Jose Carreon (PUR) |
| 2008. augusztus 17. 14:30 | Jēkabsone-Žogota 22                     | Pont      | Pak Csongun 17  | Vukoszung Sportcsarnok, Peking Nézőszám: 11 083 Játékvezetők: Jose Carreon (PUR) |
| 2008. augusztus 17. 14:30 | Tamane 11                               | Lepattanó | I Miszon 10     | Vukoszung Sportcsarnok, Peking Nézőszám: 11 083 Játékvezetők: Jose Carreon (PUR) |
| 2008. augusztus 17. 14:30 | Jēkabsone-Žogota 5                      | Gólpassz  | I Miszon 4      | Vukoszung Sportcsarnok, Peking Nézőszám: 11 083 Játékvezetők: Jose Carreon (PUR) |

| Csapat           | Helyezés |
| ---------------- | -------- |
| Lettország (LAT) | 9.       |

## Öttusa
| Versenyző         | Versenyszám | Lövészet | Lövészet | Lövészet | Vívás    | Vívás | Vívás | Úszás   | Úszás | Úszás | Lovaglás | Lovaglás | Lovaglás | Lovaglás | Futás    | Futás | Futás | Összesen    | Összesen |
| Versenyző         | Versenyszám | Pontszám | Pont     | Hely.    | Eredmény | Pont  | Hely. | Idő     | Pont  | Hely. | Idő      | Hibapont | Pont     | Hely.    | Idő      | Pont  | Hely. | Összes pont | Helyezés |
| ----------------- | ----------- | -------- | -------- | -------- | -------- | ----- | ----- | ------- | ----- | ----- | -------- | -------- | -------- | -------- | -------- | ----- | ----- | ----------- | -------- |
| Deniss Čerkovskis | Férfi       | 184      | 1144     | 12.      | 15-20    | 760   | 24.   | 2:10,46 | 1236  | 29.   | 1:11,75  | 112      | 1088     | 9.       | 9:29,96  | 1124  | 14.   | 5352        | 11.      |
| Jeļena Rubļevska  | Női         | 181      | 908      | 35.      | 27-8     | 1048  | 2.    | 2:22,94 | 1208  | 25.   | 1:14,64  | 220      | 980      | 31.      | 10:49,35 | 1124  | 18.*  | 5268        | 23.      |

* - egy másik versenyzővel azonos eredményt ért el

## Röplabda

### Strandröplabda

#### Férfi
| Versenyző                            | Csoportkör | Csoportkör | 16 közé jutásért  | Nyolcaddöntő                                                    | Negyeddöntő       | Elődöntő          | Döntő             | Helyezés |
| Versenyző                            | Ellenfél Eredmény | Hely.      | Ellenfél Eredmény | Ellenfél Eredmény                                               | Ellenfél Eredmény | Ellenfél Eredmény | Ellenfél Eredmény | Helyezés |
| ------------------------------------ | --- | ---------- | ----------------- | --------------------------------------------------------------- | ----------------- | ----------------- | ----------------- | -------- |
| Mārtiņš Pļaviņš Aleksandrs Samoilovs | B csoport · Egyesült Államok (USA) · Todd Rogers · Phil Dalhausser · 21-19, 21-18 · Argentína (ARG) · Martín Conde · Mariano Baracetti · 21-23, 19-21 · Svájc (SUI) · Sascha Heyer · Patrick Heuscher · 21-17, 21-23, 15-13 | 1.         |                   | Ausztria (AUT) · Florian Gosch · Alexander Horst · 17-21, 18-21 | kiesett           | kiesett           | kiesett           | 9.       |

## Sportlövészet
Férfi
| Versenyző         | Versenyszám          | Selejtező | Selejtező | Döntő   | Döntő    |
| Versenyző         | Versenyszám          | Pont      | Helyezés  | Pont    | Helyezés |
| ----------------- | -------------------- | --------- | --------- | ------- | -------- |
| Afanasijs Kuzmins | Gyorstüzelő pisztoly | 565       | 13.       | kiesett | kiesett  |

## Súlyemelés
Férfi
| Versenyző          | Versenyszám | Szakítás | Szakítás | Lökés    | Lökés    | Összesen | Helyezés |
| Versenyző          | Versenyszám | Eredmény | Helyezés | Eredmény | Helyezés | Összesen | Helyezés |
| ------------------ | ----------- | -------- | -------- | -------- | -------- | -------- | -------- |
| Viktors Ščerbatihs | +105 kg     | 206,0    | 3.       | 242,0    | 3.       | 448,0    |          |

## Úszás
Férfi
| Versenyző           | Versenyszám    | Előfutam | Előfutam | Előfutam | Elődöntő | Elődöntő | Elődöntő | Döntő   | Döntő    |
| Versenyző           | Versenyszám    | Idő      | Hely.    | Össz.    | Idő      | Hely.    | Össz.    | Idő     | Helyezés |
| ------------------- | -------------- | -------- | -------- | -------- | -------- | -------- | -------- | ------- | -------- |
| Romāns Miloslavskis | 100 m gyors    | 50,40    | 2.       | 46.      | kiesett  | kiesett  | kiesett  | kiesett | kiesett  |
| Romāns Miloslavskis | 200 m gyors    | 1:48,41  | 6.       | 25.      | kiesett  | kiesett  | kiesett  | kiesett | kiesett  |
| Andrejs Dūda        | 100 m pillangó | 55,20    | 1.       | 59.      | kiesett  | kiesett  | kiesett  | kiesett | kiesett  |
| Andrejs Dūda        | 200 m vegyes   | 2:04,18  | 3.       | 38.      | kiesett  | kiesett  | kiesett  | kiesett | kiesett  |

## Tenisz
Férfi
| Versenyző      | Versenyszám | 64-es főtábla                        | 32-es főtábla     | Nyolcaddöntő      | Negyeddöntő       | Elődöntő          | Bronz- mérkőzés   | Döntő             | Helyezés |
| Versenyző      | Versenyszám | Ellenfél Eredmény                    | Ellenfél Eredmény | Ellenfél Eredmény | Ellenfél Eredmény | Ellenfél Eredmény | Ellenfél Eredmény | Ellenfél Eredmény | Helyezés |
| -------------- | ----------- | ------------------------------------ | ----------------- | ----------------- | ----------------- | ----------------- | ----------------- | ----------------- | -------- |
| Ernests Gulbis | Egyes       | Nyikolaj Davigyenko (RUS) · 4-6, 2-6 | kiesett           | kiesett           | kiesett           | kiesett           | kiesett           | kiesett           | 33.      |